# Slag bij Paraitakene
De Slag bij Paraitakene (Grieks: Παραιτακηνή; verlatijnst: Paraetacene) was een veldslag in 317 v.Chr. tussen Antigonos Monophthalmos en Eumenes tijdens de Tweede Diadochenoorlog. Zij waren beiden diadochen, dat wil zeggen 'opvolgers' van Alexander de Grote, die streden om de erfenis van het Macedonische Rijk die deze had achtergelaten.
Na de dood van Alexander de Grote begonnen zijn generaals onmiddellijk te kibbelen over zijn enorme rijk. Het werd al snel oorlog, met elke generaal die probeerde om een deel van Alexanders enorme rijk te krijgen. Eumenes was Polyperchon trouw gebleven, die door Antipater was aangewezen als zijn opvolger als rijksregent. Antigonos had echter de zijde van Kassander gekozen, de stadhouder van Macedonië en zoon van Antipater. Nadat hij Eumenes had verdreven uit Klein-Azië en Fenicië, raakten de twee slaags in Perzië bij Paraitakene.

## De slag
Antigonos stelde zijn leger schuin op, met de rechterflank het meest naar voor. Antigonos plaatste zijn lichte cavalerie op de linkerflank, zijn zware cavalerie en lichte infanterie werden op de rechterflank geplaatst op de heuvels. Zijn falanx stond in het centrum, terwijl de oorlogsolifanten voor deze linie werden geplaatst. Eumenes plaatste zijn falanx ook in het centrum, samen met de Argyraspides. Zijn linkerflank bestond uit cavalerie, olifanten en hulptroepen. De rechterflank, die bestond uit zware cavalerie, werd geleid door Eumenes zelf.
De slag begon toen Antigonos' lichte cavalerie Eumenes aanviel. Deze laatste versloeg hen echter met een aanval op hun flank van zijn eigen lichte cavalerie die hij had overgebracht van zijn linkerflank.
In het centrum raakten de twee falanxen slaags met elkaar. Opnieuw kreeg Eumenes de overhand dankzij de enorme ervaring en bekwaamheid van de Argyraspides, die, ondanks hun leeftijd (60 tot 70 jaar oud) onoverwinnelijk leken. Met zijn lichte cavalerie verslagen en zijn falanx die teruggedreven werd zag het er niet erg goed uit voor Antigonos.
Maar Antigonos zag dat het succes van de Argyraspides ervoor had gezorgd dat ze een gat hadden gelaten in de gevechtslinie. In een gedurfde zet chargeerde Antigonos zijn zware cavalerie in dit gat, en hij kon de cavalerie van Eumenes in hun rug aanvallen. Dit bleek succesvol te zijn. De slag vertraagde en beide zijden probeerden om vluchtende troepen te hergroeperen. Toen de dag geëindigd was, keerden beide legers terug naar hun kamp.

## Gevolgen
Antigonos claimde de overwinning, ook al had hij veel meer mannen verloren dan Eumenes. Hun volgende confrontatie zou bij Gabiene zijn.